# 皮爾斯振盪器
皮爾斯振盪器（Pierce oscillator）或稱皮爾斯晶體振盪器，是一種電子振盪電路，特別適用於配合石英振盪晶體以產生振盪訊號。得名於發明者：喬治·皮爾斯（George W. Pierce，1872-1956。
皮爾斯振盪器衍生自考畢子振盪器。現今使用石英晶體進行振盪以產生時鐘訊號的數位電路，幾乎均使用皮爾斯振盪器電路，因為它電路簡單，工作有效而穩定，優於其它型態的石英晶體振盪電路。皮爾斯振盪器所需零件很少：一個反相器、一個電阻、一個石英晶體、兩個小電容。石英晶體在此扮演高選擇度的濾波元件。此外，很多 IC 已內建反相器與電阻，只要在外部加上石英晶體與兩個電容就可以工作。由於石英晶體頻率穩定，此電路成本又很低，因此廣泛用於各種消費電子產品之中。

## 工作原理

簡單的皮爾斯振盪器電路

### 偏壓電阻
回授電阻 R1 可以看成是反相器的偏壓電阻，令反相器工作在線性區域而成為高增益的反相放大器，並確保振盪的發生。 
不妨這樣看: 假設此反相器為理想反相器，輸入阻抗無限大、輸出阻抗為0，則此電阻將令輸入電壓與輸出電壓相等，因而使反相器內的電晶體不會工作在完全導通或完全截止的狀態，而是工作在具有增益的中間過渡區域。

### 共振器
石英晶體與 C1, C2 兩電容構成π型網路形式的帶通濾波器，約在石英晶體的共振頻率上，提供 180 度相移與所需的電壓增益。
在發生振盪的頻率上，石英晶體呈現電感性，可視為是具有高 Q 值的電感。π型網路的 180 度相移加上反相器的負增益，合起來成為正的環增益(正回授)，使 R1 所設定的偏壓無法穩定而導致振盪。

### 隔離電阻
有時會在反相器的輸出與石英晶體與電容的π型網路間，額外串入一個電阻，把輸出與π形網路隔離開來。此電阻會與 C2 造成些許額外的相移。
加入這個電阻的主要目的有:
1. 抑制高頻混附（spurious）振盪，以獲得乾淨的輸出訊號。
2. 降低石英晶體的驅動功率，以防止超過石英晶體的容許驅動功率（術語稱驅動準位）而加速老化或造成破損，尤其是對低功率的石英晶體。

### 負載電容
由石英晶體看出去，電路上的總電容量稱為石英晶體的「負載電容」。由於負載電容量對電路所振盪出的訊號頻率有些影響，因此，石英晶體的規格中會寫明負載電容的數值，規格書中的振盪頻率，是以符合此負載電容值的電路為準。
因此，為達到正確的振盪頻率，電路設計者應確保電路上的負載電容符合石英晶體的負載電容規格。在計算負載電容時，電路的雜散電容，例如電路板銅箔間的電容，IC 接腳的電容等，均需納入考慮。